# Vliegtuigstoel
Een vliegtuigstoel is een stoel in een vliegtuig, waarop passagiers tijdens de vlucht zitten. De vliegtuigstoelen zijn in het algemeen in rijen in de cabine verdeeld. Een overzicht hiervan wordt ook wel aangeduid met het Engelse seat map.

## Bevestiging en veiligheid
In de oudste vliegtuigen waren de stoelen aan boord leunstoelen die los in de cabine stonden opgesteld. Omdat bewegende meubels in een vliegtuig een veiligheidsrisico vormen worden de stoelen aan de vloer bevestigd. Omdat luchtvaartmaatschappijen een zekere mate van flexibiliteit met de configuratie van de stoelindeling willen hebben, zijn de stoelen aan rails onder de vloer bevestigd. Hiermee zijn aanpassingen in het aantal rijen slechts een kleine ingreep.
De stoelen zijn voorzien van veiligheidsgordels, die moeten worden vastgemaakt wanneer het lampje met Fasten Seatbelts brandt. Dit is vanaf iedere stoel te zien. De gordels moeten in ieder geval bij het taxiën, het opstijgen en de landing om. Maar ook bijvoorbeeld in geval van turbulentie kan de gezagvoerder besluiten dat de passagiers hun gordel om moeten doen.
Voor iedere passagier is er een overzicht met de veiligheidsmaatregelen, de Safety on board-instructies.

## Comfort
Vliegtuigstoelen zijn meestal voorzien van aanvullende voorzieningen ten behoeve van veiligheid en comfort van de passagier. Zo kunnen stoelen een naar voor en achter beweegbare rugleuning hebben, die door de passagier tijdens de vlucht kan worden ingesteld. Vaak is dit een mechanisch systeem, maar bij veel luchtvaartmaatschappijen is dit in de duurdere classes een elektronisch systeem. In de meeste vliegtuigen is er voor iedere passagier een uitklapbaar tafeltje om tijdens de vlucht te kunnen eten en drinken. Afhankelijk van de ruimte zit dit tafeltje aan de achterkant van de rugleuning de passagiersstoel ervoor of in de armleuning van de eigen stoel.

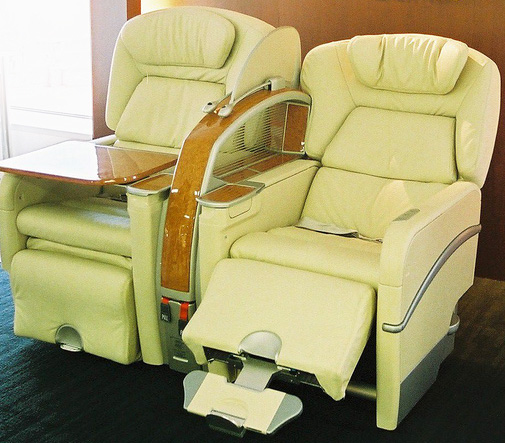
First class-stoelen
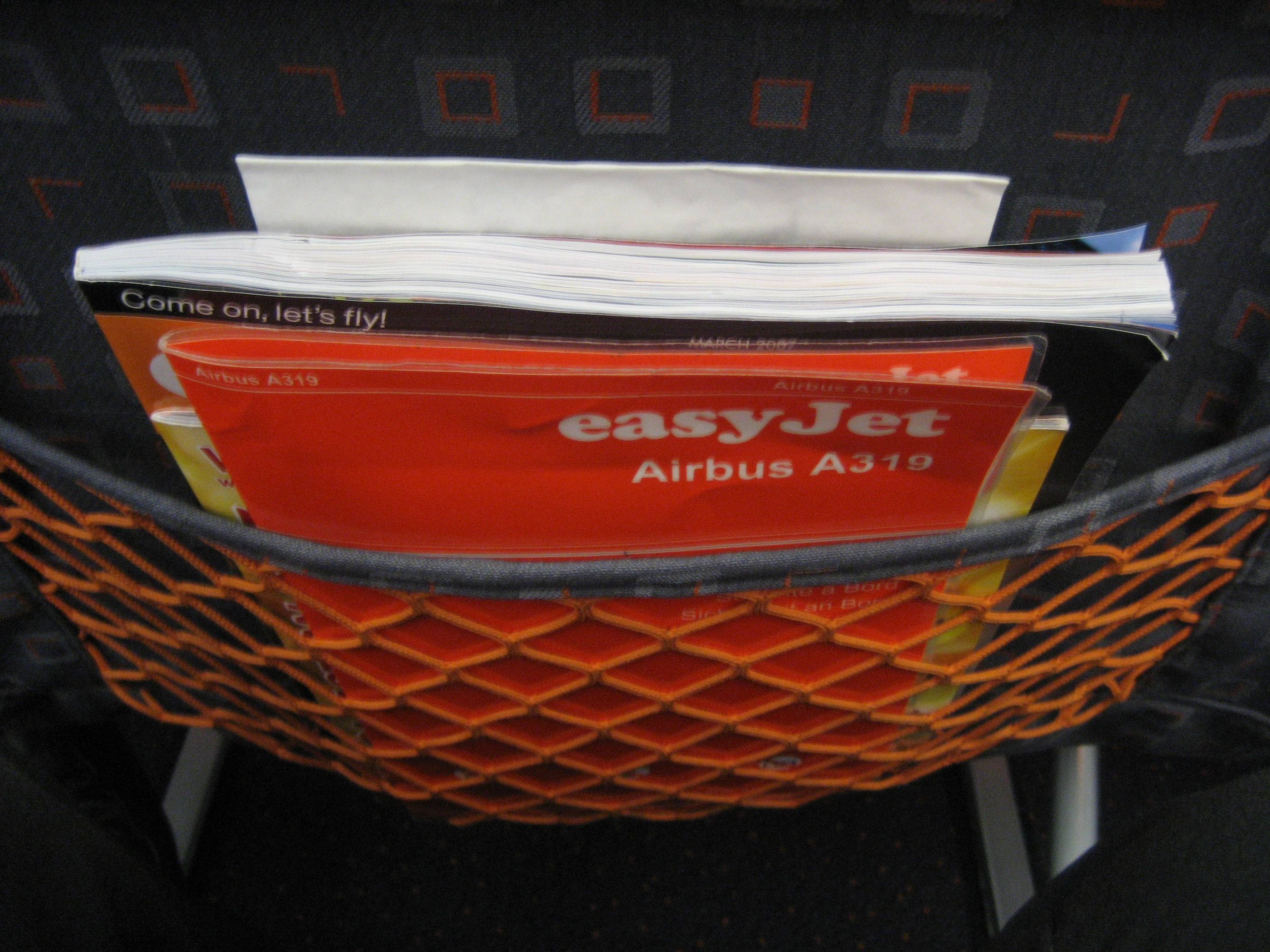
veiligheidsinstructies, tijdschriften en middelen tegen reisziekte
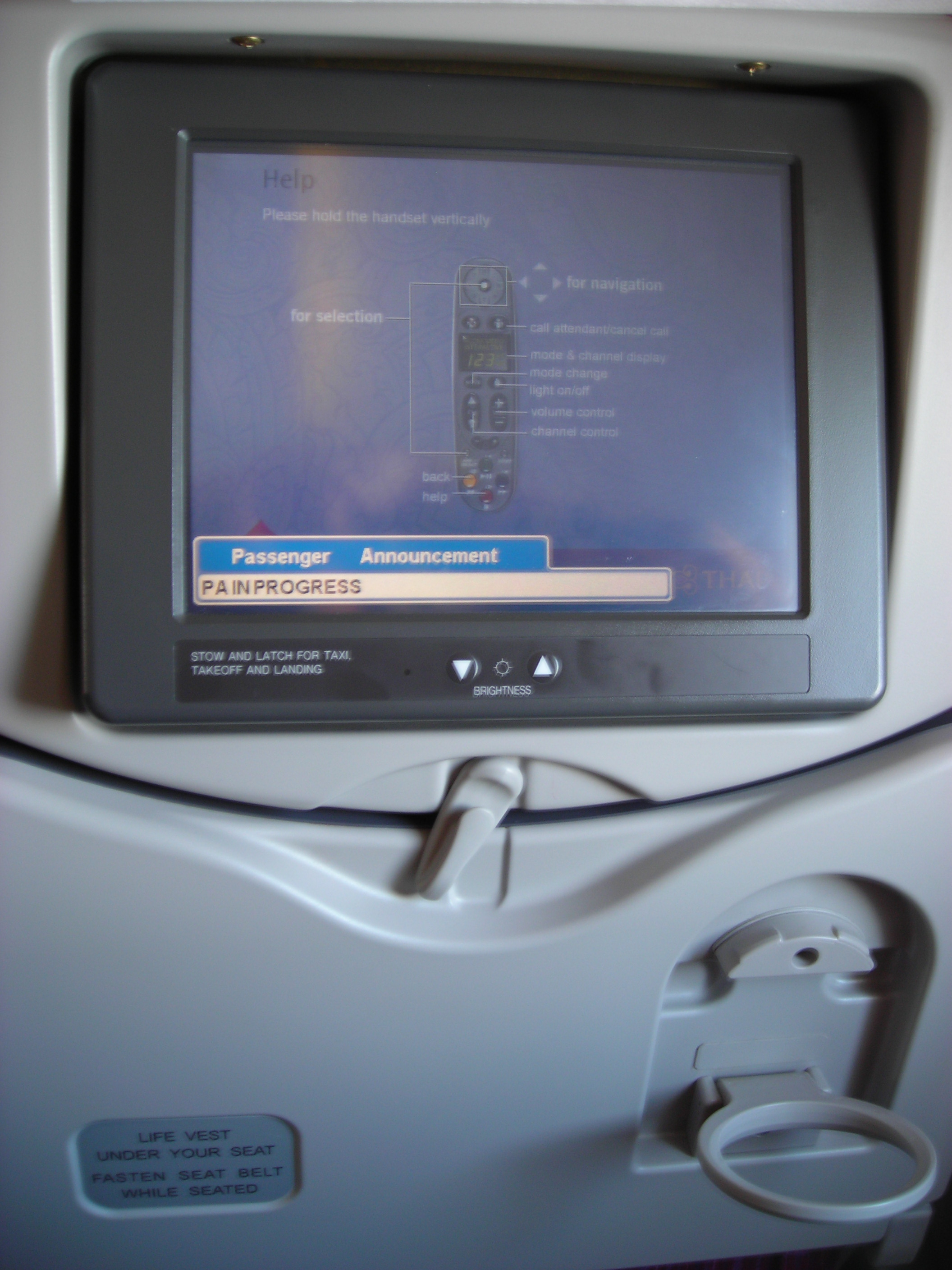
beeldscherm in een vliegtuigstoel economyclass, het tafeltje is ingeklapt.

- Dit artikel of een eerdere versie ervan is een (gedeeltelijke) vertaling van het artikel Airline seat op de Engelstalige Wikipedia, dat onder de licentie Creative Commons Naamsvermelding/Gelijk delen valt. Zie de bewerkingsgeschiedenis aldaar.